# Ондржей Синек
Ондржей Синек  (чеськ. Ondřej Synek, 13 жовтня 1982) — чеський веслувальник, олімпійський медаліст.

## Виступи на Олімпіадах
| Олімпіада   | Дисципліна   | Місце |
| ----------- | ------------ | ----- |
| Афіни 2004  | двійка парна | 5     |
| Пекін 2008  | одиночка     | 2     |
| Лондон 2012 | одиночка     | 2     |
| Ріо 2016    | одиночка     | 3     |